# Кашенбах
Кашенбах (нім. Kaschenbach) — громада в Німеччині, розташована в землі Рейнланд-Пфальц. Входить до складу району Бітбург-Прюм. Складова частина об'єднання громад Зюдайфель.
Площа — 4,45 км2. Населення становить 65 ос. (станом на 31 грудня 2020).

## Галерея

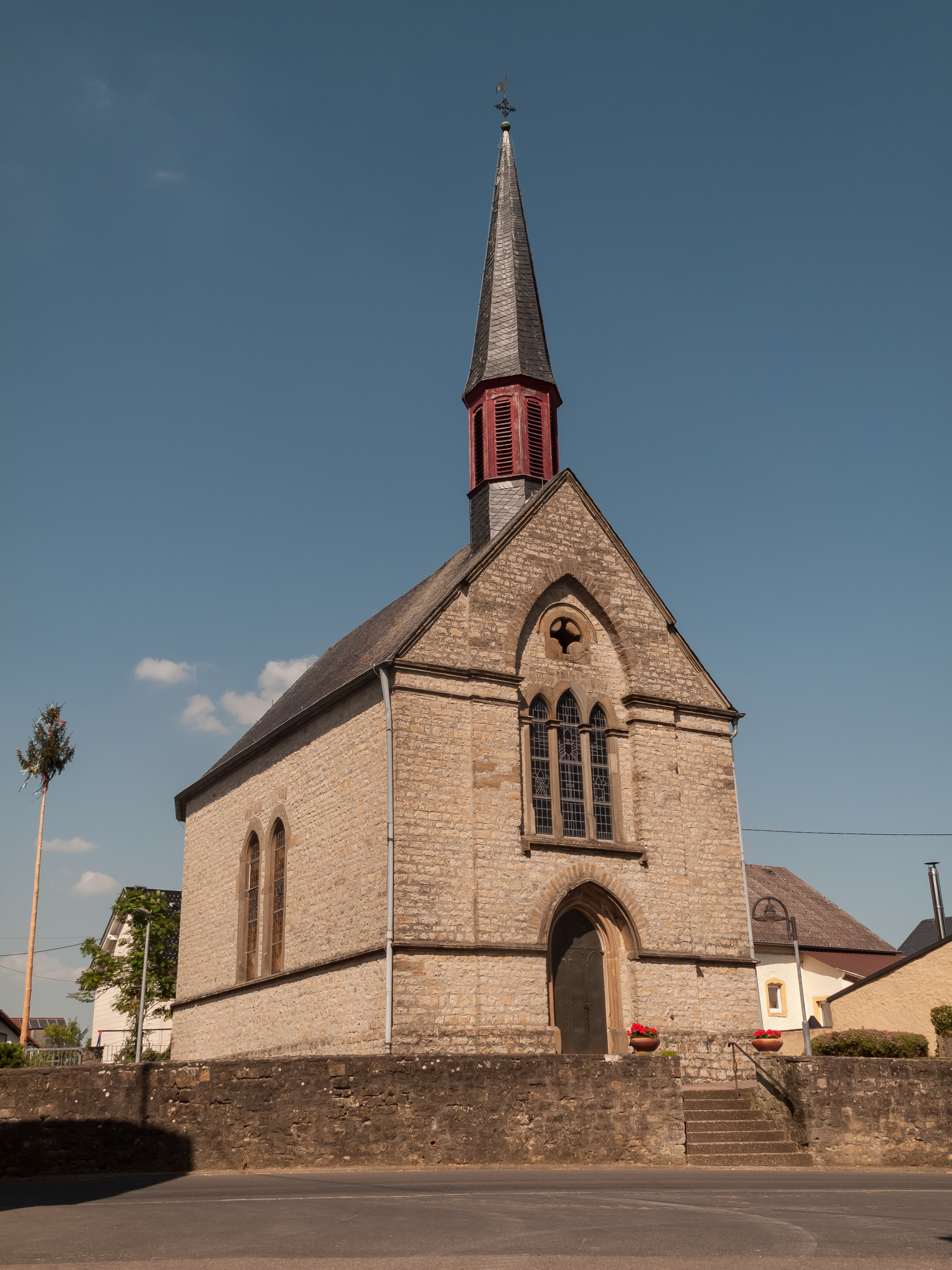
Kaschenbach, die Filialkirche Sankt Michael